# Trataka

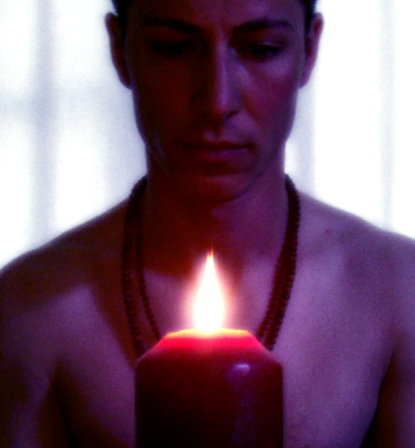
Trataka mit einem Kerzenlicht

Trataka (Sanskrit, n., त्राटक, trāṭaka) ist eine der sechs Hauptreinigungsübungen des Hatha Yogas, der Shatkriyas. Darunter versteht man das beständige Starren auf einen bestimmten Punkt oder ein bestimmtes Objekt, ohne dabei mit den Augenlidern zu zwinkern. Es soll helfen, durch den provozierten Tränenfluss die Augen zu reinigen, Müdigkeit zu beseitigen und die Sehkraft zu entwickeln. Im weiteren Verlauf der Übung schließt man die Augen und versucht vor dem inneren Auge, das Bild des Objektes aufrechtzuerhalten. Dies kann im Wechsel mehrmals wiederholt werden.
Neben der Reinigungswirkung ist Trataka vor allem auch für die Entwicklung der Konzentrationsfähigkeit und die Sammlung des Geistes auf einen Punkt hin hilfreich. Manche Yogaschriften behaupten sogar, bei intensiver Praxis würde sich das dritte Auge öffnen (Trikuti; Ajna Chakra) und die Übung somit zu Hellsichtigkeit führen. Daher sei es für Schüler der verschiedenen Yoga-Wege nützlich.
Für die Augen ist dies eine große Anstrengung, die – analog zu langer Bildschirmarbeit – der Sehkraft schaden kann. Den Blick länger leer in die Ferne schweifen zu lassen, ist hingegen entspannend für die Augen und gänzlich ungefährlich. Wie bei allen anderen Übungen gilt auch hier, dass Trataka nur unter fachkundiger Anleitung eines erfahrenen Yogalehrers geübt werden sollte.